# Канторов, Александр Яковлевич
Алекса́ндр Я́ковлевич Ка́нторов (р. 1947, Ленинград) — российский дирижёр, скрипач и музыкальный педагог; художественный руководитель и главный дирижёр Санкт-Петербургского государственного симфонического оркестра «Классика», заслуженный артист Российской Федерации (1999).

## Биография
Александр Канторов родился 7 апреля 1947 года в Ленинграде (СССР), начал заниматься на скрипке в возрасте 5—6 лет. Высшее музыкальное образование он получил в Ленинградской консерватории, которую окончил как скрипач в классе Михаила Ваймана и как дирижёр по классу Ильи Мусина. Канторов начал свою дирижёрскую карьеру в Свердловского государственного симфонического оркестра. В 1986 году он организовал в Ленинграде симфонический оркестр «Классика», в 1992 году получивший статус государственного, и с тех пор является его главным дирижёром и художественным руководителем. В 1999 году Александру Канторову было присвоено почётное звание заслуженный артист Российской Федерации.

## Творческая деятельность
Профессионально владея «тайнами» оркестрового исполнительства и обладая обширным дирижёрским репертуаром, Александр Канторов активно осуществляет свои художественные и просветительские задачи. Он — художественный руководитель музыкального фестиваля в Сочи. Возрождая традиции Петербургских Музыкальных Сезонов (первый концерт сезонов состоялся ещё в 1951 году под руководством Е.Мравинского), оркестр «Классика» дает концерты в замечательном Летнем театре этого города. На базе своего коллектива дирижёр проводит мастер-классы для молодых отечественных и зарубежных дирижёров.
Много лет дирижёр Александр Канторов проводит в жизнь свою программу приобщения студентов и школьников к миру классического искусства. Его разработки легли в основу курса «Введение в музыкальную классику» Российского педагогического университета имени Александра Герцена, где он является профессором. Маэстро регулярно проводит для школьников города концерты под девизом «Вырастим поколение счастливых!» Канторов награждён медалью США «За заслуги» за проведения цикла образовательных концертов для американской молодежи, ныне его инициатива нашла живой отклик и в Великобритании.
В марте 2004 года Александр Канторов был удостоен почетного звания «Король вальсов Санкт-Петербурга». Корону — символ этого звания — ему вручил почетный гражданин Санкт-Петербурга — композитор Андрей Петров.